# Порт-Кервен
Порт-Кервен (англ. Port Kirwan) — містечко в Канаді, у провінції Ньюфаундленд і Лабрадор.

## Населення
За даними перепису 2016 року, містечко нараховувало 52 особи, показавши скорочення на 20,0%, порівняно з 2011-м роком. Середня густина населення становила 5,7 осіб/км².
З офіційних мов обидвома одночасно не володів жоден з жителів, тільки англійською — 55.
Працездатне населення становило 50% усього населення, усі були зайняті. 75% осіб були найманими працівниками, а 0% — самозайнятими.

## Клімат
Середня річна температура становить 5,4°C, середня максимальна – 19,2°C, а середня мінімальна – -8,6°C. Середня річна кількість опадів – 1 590 мм.
| Клімат поселення                              | Клімат поселення | Клімат поселення | Клімат поселення | Клімат поселення | Клімат поселення | Клімат поселення | Клімат поселення | Клімат поселення | Клімат поселення | Клімат поселення | Клімат поселення | Клімат поселення | Клімат поселення |
| Показник                                      | Січ.             | Лют.             | Бер.             | Квіт.            | Трав.            | Черв.            | Лип.             | Серп.            | Вер.             | Жовт.            | Лист.            | Груд.            |                  |
| Середній максимум, °C                         | 0,91             | 0,41             | 2,90             | 6,93             | 11,07            | 15,09            | 18,15            | 19,22            | 16,05            | 11,50            | 7,24             | 2,86             |                  |
| Середня температура, °C                       | −3,59            | −4,08            | −1,59            | 2,42             | 6,56             | 10,58            | 14,71            | 15,81            | 12,63            | 8,08             | 3,78             | −0,56            |                  |
| Середній мінімум, °C                          | −8,1             | −8,62            | −6,12            | −2,1             | 2,05             | 6,06             | 11,31            | 12,41            | 9,22             | 4,67             | 0,38             | −3,96            |                  |
| Норма опадів, мм                              | 154              | 132              | 139              | 131              | 118              | 112              | 110              | 105              | 135              | 142              | 159              | 153              |                  |
| Середньомісячна швидкість вітру, м/с          | 8.80             | 7.87             | 7.40             | 6.80             | 6.00             | 5.50             | 5.30             | 5.40             | 6.10             | 7.08             | 7.78             | 8.57             |                  |
| Середньомісячна сонячна радіація, кДж/м²·день | 4206             | 6999             | 10839            | 14064            | 17152            | 19142            | 19258            | 16318            | 12260            | 7448             | 4351             | 3265             |                  |
| --------------------------------------------- | ---------------- | ---------------- | ---------------- | ---------------- | ---------------- | ---------------- | ---------------- | ---------------- | ---------------- | ---------------- | ---------------- | ---------------- | ---------------- |
| Джерело:                                      |                  |                  |                  |                  |                  |                  |                  |                  |                  |                  |                  |                  |                  |